# Петросян, Вреж Геворкович
Вреж Геворкович Петросян (род. 20 сентября 1951 года, Ереван, СССР) — советский и армянский кинорежиссёр и кинооператор. Заслуженный деятель искусств Республики Армения (2009).

## Биография
Окончил Ереванскую среднюю школу номер 108. В 1971 году — Ереванский строительный техникум, архитектурный факультет. В 1983 г. Всесоюзный государственный институт кинематографии, кинооператорский факультет.
С 1976 по 1978 года работал на киностудии «Арменфильм». После окончания института в 1983 году в качестве кинооператора-постановщика снял более 30 игровых, полнометражных, короткометражных и документальных фильмов. С 1995 года в качестве автора сценария, режиссёр-постановщика и оператора снимает авторские фильмы. Почти все снятые картины были включены в конкурсные программы республиканских и международных кинофестивалях, получили призы и дипломы. С 2010 года преподает в Ереванском государственном институте театра и кино. Руководитель мастерской, профессор.

## Фильмография

### Оператор
- 2014 Бесконечное бегство, вечное возвращение | Endless Escape, Eternal Return | Anverj Pakhust, Haverzh Veradardz (Армения, документальный)
- 2009 Граница | Border | Sahman (Армения, Нидерланды, документальный)
- 1996 Бесконечно затянувшаяся перемена (Армения)
- 1995 Неоконченный Карабахский дневник (Армения)
- 1994 Последняя станция (Франция, Армения)
- 1994 Лабиринт (Армения, Франция, Чехия)
- 1993 Лесной госпиталь
- 1992 Глас вопиющий | Dzayn Barbaroi (Армения)
- 1989 И повторится всё…
- 1989 Ветер забвения
- 1988 Самая холодная зима с 1854 года (короткометражный)
- 1985 Капитан Аракел
- 1985 Апрель (короткометражный)
- 1984 Земля и золото
- 1984 Мироварение (совместно)
- 1983 Наши чемпионы (Армения)
- 1982 Вы чьё, старичьё?
- 1981 Иосиф Орбели (Армения)

### Режиссёр
- 2016 Поэма про одинокого волка
- 2014 Другая родина. Дневник Марии Якобсен
- 2011 Предназначение жить
- 2006 След от света
- 2003 Я живу среди живых
- 1996 Бесконечно затянувшаяся перемена
- 1996 Карен Эппе
- 1994 Неумолкаемое эхо пустыни

## Награды
- «Вы чьё, старичьё?» ст. им. М. Горького. 1983 г. Москва, диплом ВКФ
- «Апрель» Мосфильм, Арменфильм, 1983 г. гл. приз «Дебют» ВКФ Свердловск. Приз лучш. худ. фильм, «Молодость», г. Киев 87г.. Приз Фипреси мкф Москва 87г. Диплом мкф Билбао, Испания.
- «Глас вопиющий» Золотой приз мкф Хьюстон США. Приз «Золотой орел» мкф Тбилиси.
- «Последняя станция» Арменфильм, Франция. Диплом МКФ 94г.
- «Бесконечно затянувшаяся перемена», приз за лучший док. фильм, кф «Ваагни», 2001 г.
- «След от света» приз за лучшую операторскую работу, мкф Наусса, Греция, 2007 г.
- «Я живу среди живых» диплом мкф Тегеран, 2004 г.